# Żulebino
Żulebino (ros. Жулебино) – stacja moskiewskiego metra linii Tagańsko-Krasnopriesnieńskiej, położona poza obwodnicą MKAD, w rejonie Wychino-Żulebino od którego wzięto nazwę. Stacja została oddana do użytku 9 listopada 2013 roku.